# Ray Liotta
Raymond (Ray) Allen Liotta, född 18 december 1954 i Newark, New Jersey, död 26 maj 2022 i Santo Domingo, Dominikanska republiken, var en amerikansk skådespelare. Han studerade till skådespelare vid University of Miami, och började karriären i diverse TV-serier under tidigt 1980-tal. Han är mest känd för huvudrollen i Martin Scorseses film Maffiabröder från 1990. Andra av hans större, mer uppmärksammade, filmroller är exempelvis i Jonathan Demmes I vildaste laget (1986) och i Drömmarnas fält (1989).
Ray Liotta gör även rösten till Tommy Vercetti i spelet GTA: Vice City och till Billy Handsome i spelet Call of Duty: Black Ops II.
Ray Liotta dog i sömnen den 26 maj 2022 i Dominikanska republiken under inspelningen av Dangerous Waters. 
Han fick en dotter, skådespelerskan Karsen Liotta, med sin exfru Michelle Grace.

## Filmografi (urval)
- 1986 – I vildaste laget
- 1989 – Drömmarnas fält
- 1990 – Maffiabröder
- 1994 – Corrina, Corrina
- 1997 – Cop Land
- 1998 – Mord i Phoenix
- 1998 – The Rat Pack
- 2001 – Blow
- 2001 – Hannibal
- 2001 – Heartbreakers
- 2002 – In the Heat of Fire
- 2002 – Narc
- 2002 – John Q
- 2003 – Identity
- 2005 – Revolver
- 2007 – Wild Hogs
- 2007 – Bee Movie
- 2008 – Hero Wanted
- 2008 – Chasin 3000
- 2009 – Powder Blue
- 2009 – Crossing Over
- 2009 – Observe and Report
- 2009 – Crazy on the Outside
- 2009 – Youth in Revolt
- 2010 – Charlie St.Cloud
- 2012 – Wanderlust
- 2012 – The Place Beyond the Pines
- 2014 – Sin City: A Dame to Kill For
- 2023 – Cocaine Bear